# Rounder Records
Rounder Records ist ein US-amerikanisches Independent-Plattenlabel aus Cambridge (Massachusetts). Das Label ist eines der größten Independent-Plattenlabel der USA mit verschiedenen spezialisierten Unterlabeln. 

## Geschichte
Rounder Records wurde im Jahr 1970 von den Studenten Ken Irwin, Bill Nowlin, und Marian Leighton-Levy gegründet. Der Name entstand zum Teil aus einer Verbindung mit der Band Holy Modal Rounders, das Wort „Rounder“ bedeutet aber auch Landstreicher, Tramp oder Hobo. Einer ihrer frühesten Erfolgskünstler war George Thorogood and the Destroyers. Lange Zeit war Rounder auch ein wichtiger Vertrieb für andere Independentlabels, die sich auf Rootsmusik spezialisiert hatten, zu einem Zeitpunkt vertrat die Firma 450 der kleinen Labels. In den 1990er Jahren verringerte das Label seine Aktivitäten im Bereich Vertrieb und konzentrierte sich mehr auf die eigenen Produktionen.

## Repertoire
Rounder Records fing mit Blues, Blues-Rock, Stringbands und Bluegrass an und hat mittlerweile ein Repertoire von über 3.000 Titeln in den Genres Folk, Soul, Soca, Cajun und neo-keltische Musik. Ein aktuelles Projekt des Labels ist die Alan Lomax Collection, eine Reihe von Veröffentlichung des legendären Ethnomusikologen und Folksammlers.
Rounder war eines der ersten Labels die – bereits seit 1985 – ihre Alben als CDs veröffentlichten. 2004 gründete die Firma den Verlag Rounder Books.

## Künstler
- Norman Blake
- Rory Block
- Clarence Gatemouth Brown
- Bob Brozman
- David Bryan
- Buckwheat Zydeco
- J. J. Cale
- Mary Chapin Carpenter
- Bruce Cockburn
- Harry Connick, Jr. (nur instrumental)
- Cowboy Junkies
- Béla Fleck
- Rosie Flores
- Nanci Griffith
- David Grisman
- Joe Grushecky
- John P. Hammond
- Sierra Hull
- Alison Krauss
- Mark O’Connor
- Peter Ostrushko
- Bashful Brother Oswald
- Tony Rice
- Rush (nur DVD)
- Sun Ra
- Vienna Teng
- George Thorogood and the Destroyers
- Doc Watson
- Cheryl Wheeler